# Andressa Alves
Andressa Alves da Silva (São Paulo, 10 de novembro de 1992) é uma futebolista profissional brasileira que atua como atacante ou meia. Atualmente, joga pela Corinthians.

## Carreira

### Juventus
Inicialmente,aos 18 anos, Andressa jogou pelo Clube Atlético Juventus (SP) em 2010. 

### Foz Cataratas
No ano seguinte, em 2011, entrou para o time do Foz Cataratas até 2012. 

### Centro Olímpico
Andressa teve uma curta passagem pelo Centro Olímpico em 2012.

### Ferroviária
Andressa foi contratada pela Ferroviária em maio de 2013.

### São José
Em 8 de novembro de 2013, Andressa foi contratada pelo São José, no qual ganhou título na Copa Libertadores Feminina em 2014.

### Boston Breakers
Em novembro de 2014 Andressa assinou contrato com o time da NWSL Boston Breakers. Porém não atuou pela equipe. Isso porque, na mesma época teve a Copa do Mundo no Canadá e o desempenho dela despertou o interesse de clubes europeus.

### Montpellier
Em 29 de junho de 2015, Andressa  foi contratada para jogar a temporada 2015/2016, pelo Montpellier da França.
Encerrou sua passagem após ter chegado à final da Copa do França, com direito a um gol na decisão, contudo infelizmente não foi o bastante para garantir a vitória sobre o Lyon, que venceu por 2 a 1.

### Barcelona
Andressa Alves foi a primeira brasileira a ser contratada pelo Barcelona.Pelo time catalão, foi bicampeã da Copa da Rainha em 2017 e 2018 e disputou a final da Liga dos Campeões conquistada pelo Lyon.

### Roma
Em 15 de julho de 2019, Andressa foi apresentada pela Roma para disputa do Campeonato Italiano.
Ela foi a primeira brasileira a atuar no clube.Fez sua estreia em 15 de setembro de 2019 na derrota em casa contra o Milan.  Marcou seu primeiro gol italiano em 1 de dezembro de 2019, marcando o primeiro dos dois gols com os quais a Roma superou Tavagnaccona 8ª rodada do campeonato.
Em sua segunda temporada com o clube italiano, Andressa fez várias funções, dependendo dos adversários que a Roma enfrentava. Ela foi uma das principais craques da equipe, optando por estender sua permanência no clube com um novo contrato em maio de 2021.
Durante a temporada 2021-22, Andressa foi eleita a meio-campista do ano da Serie A, tendo contribuído com gols e assistências vitais no caminho para o primeiro campeonato da Coppa Itália do clube em 2021. Andressa também se tornou apenas a segunda jogadora na história dos Giallorossi a marcar um hat-trick fazendo isso em uma partida da Coppa Italia em 13 de janeiro de 2021, contra o Roma CF. 
A temporada 2022-23 de Andressa incluiu a melhor marca de sua carreira, com 17 gols em todas as competições e a inclusão no Top 11 da Série A Feminina.
Andressa Alves deixou a Roma após quatro temporadas, com três títulos conquistados: a Copa Itália de 2020/21, a Supercopa Italiana de 2022 e Campeonato Italiano 2022/23.Ela é a líder de todos os tempos do Giallorossi em assistências (15) e o segundo em gols marcados (40) em 103 competições, tornando-se apenas a quinto jogadora na história da Roma a fazer 100 partidas pelo clube.

### Houston Dash
Em 28 de junho de 2023, Andressa Alves foi anunciada como novo reforço do Houston Dash, dos Estados Unidos. Ela assinou com o Houston Dash até o fim da temporada 2024 da National Women's Soccer League (NWSL), com opção de prorrogação por mais um ano.

### Corinthians
Em 13 de dezembro de 2024, Andessa Alves foi anunciada como novo reforço do Corinthians, seu clube de coração. Em sua primeira entrevista Andressa emociada declarou estar realizando um sonho.

## Seleção Brasileira
Andressa joga pela seleção desde 2010, quando disputou a Copa do Mundo Sub-20. Nos últimos 13 anos, ela participou da conquista de um ouro pan-americano, em 2015, Jogos Olímpicos em 2016, e de duas Copas América, em 2014 e 2018.
Andressa já participou de duas Copas do Mundo, esta é a terceira participação da jogadora. Ela disputou a competição em 2015, no Canadá, e 2019, para a França. Entretanto, ela foi cortada antes das oitavas de final, por causa de uma lesão na coxa.
Pia Sundhage anunciou a lista de jogadoras convocadas pela Seleção Brasileira para a Copa do Mundo 2023, e Andressa fez parte.

## Vida pessoal
Andressa Alves conheceu a ex-jogadora de futebol Francielle em 2012 e casou-se com ela em 2020.

## Títulos
Foz Cataratas
- Copa do Brasil: 2011

São José
- Copa do Brasil: 2013
- Copa Libertadores da América: 2013 e 2014

Barcelona
- Copa de La Reina: 2017 e 2018
- Copa da Cataluña: 2016, 2017 e 2018

Roma
- Copa da Itália: 2020-2021
- Supercopa Italiana de 2022
- Campeonato Italiano 2022-2023

Seleção Brasileira
- Medalha de Ouro Jogos Pan-Americanos: 2015[21][10]
- Copa América Feminina: 2014, 2018